# ناحية حران العواميد
ناحية حران العواميد إحدى نواحي سوريا تتبع إداريّاً لمحافظة ريف دمشق منطقة دوما ومركزها بلدة حران العواميد، بلغ تعداد سكان الناحية 22,853 نسمة حسب التعداد السكاني لعام 2004.

## تجمعات ناحية حران العواميد السكانية[2]
| التجمع السكاني | عدد السكان |
| -------------- | ---------- |
| حران العواميد  | 12,117     |
| جديدة الخاص    | 6,298      |
| الكفرين        | 3,842      |
| المباركة       | 596        |